# Космынин, Алексей Иванович
Алексей Иванович Космынин (род. 9 августа 1977; Москва, СССР) — российский муниципальный деятель, с марта 2004 года по октябрь 2017 года глава муниципального округа района Перово города Москвы, экономист, бывший член политической партии Справедливая Россия, действующий член Единой России. Депутат Совета депутатов муниципального округа района Перово с 10 сентября 2017 года.

## Биография
Алексей Иванович Космынин родился 9 августа 1977 года в Москве.
В 1994 году окончил одиннадцать классов в школе № 782 района Перово.
С 1994 по 1997 год учился в Московской Государственной Текстильной Академии имени Косыгина по специальности «Автоматизация технологических процессов».
С 2001 по 2003 год получил экономическое образование в Московском авиационном институте по специальности «Экономическое управление предприятием».
В марте 2004 года Космынин был избран депутатом муниципального Собрания внутригородского муниципального образования Перово и его главой.
10 сентября 2017 года был избран депутатом совета депутатов муниципального округа района Перово.

### Личная жизнь
Разведён, имеет сына.